# Desmodium venustulum
Desmodium venustulum är en ärtväxtart som beskrevs av William Botting Hemsley. Desmodium venustulum ingår i släktet Desmodium och familjen ärtväxter. Inga underarter finns listade i Catalogue of Life.